# Risto Laakkonen
Risto Juhani Laakkonen, född 6 maj 1967 i Kuopio i landskapet Norra Savolax i Östra Finlands län, är en finländsk tidigare backhoppare. Han representerade Puijon Hiihtoseura i hemstaden Kuopio.

## Karriär
Risto Laakkonen debuterade i världscupen i Harrachov i Tjeckoslovakien 11 januari 1986. Tävlingen vanns av landsmannen Matti Nykänen. Laakkonen blev åttonde. Första segern i en deltävling i världscupen kom i Thunder Bay i Kanada, 4 december 1988. Sin andra delseger i världscupen vann han året efter i samma backen. Säsongen 1988/1989 var hans bästa totalt i världscupen, då han blev sjunde sammanlagt. Jan Boklöv från Sverige vann världscupen.
Säsongen 1988/1989 var också Laakkonens bästa i backhopparveckan. Han blev andra i öppningstävlingen i Schattenbergschanze i Oberstdorf i Västtyskland. Han var 7,0 poäng efter hemmahopparen Dieter Thoma och 3,5 och 6,0 poäng före två av favoriterna, Matti Nykänen och Jens Weissflog från DDR. I nyårstävlingen i Große Olympiaschanze i Garmisch-Partenkirchen blev Laakkonen tredje, efter Nykänen och Weissflog. I Bergiselschanze i Innsbruck i Österrike blev Laakkonen sjunde och i avslutningstävlingen i Paul-Ausserleitner-Schanze i Bischofshofen blev han tionde. Det räckte till seger totalt i turneringen. Han vann backhopparveckan 2,5 poäng före Nykänen och Weissflog som delade andraplatsen.
Risto Laakkonen startade i sitt första Skid-VM på hemmaplan i Lahtis 1989. Han blev tjugofjärde i båda individuella grenarna. I lagtävlingen vann han VM-guldet tillsammans med Ari-Pekka Nikkola, Jari Puikkonen och Matti Nykänen. Finland vann överlägset före Norge och Tjeckoslovakien. Under Skid-VM 1991 i Val di Fiemme i Italien blev Laakkonen åttonde i normalbacken och tolfte i stora backen. I lagtävlingen vann han en ny medalj, en silvermedalj, då Finland blev andra i lagtävlingen, 4,8 poäng efter Österrike och 13,4 poäng före bronsvinnarna från Tyskland.
Laakkonen deltog också i olympiska spelen 1988 i Calgary i Kanada. Han tävlade i normalbacken och blev tjugotredje. Matti Nykänan vann båda individuella tävlingarna och även i lagtävlingen där Nykänen vann med Finland, utan Laakkonen i laget. Under OS-1992 i Albertville i Frankrike tävlade Laakkonen i samtliga grenar. Han blev sextonde i normalbacken och tjugofjärde i stora backen. Finland (Ari-Pekka Nikkola, Mika Laitinen, Risto Laakkonen och Toni Nieminen) vann lagtävlingen 1,5 poäng före Österrike och 24,3 poäng före bronsvinnarna från Tjeckoslovakien.
Risto Laakkonen avslutade sin backhoppningskarriär 1992.